# Daniel Romanovskij
Daniel Romanovskij (ur. 19 czerwca 1996 w Wilnie) – litewski piłkarz, grający na pozycji pomocnika.

## Kariera piłkarska

### Kariera klubowa
Karierę piłkarską rozpoczął w 2014 roku w FK Žalgiris Wilno. 1 lipca 2016 został wypożyczony do Utenisu Uciana. Od 2 lutego do 14 lipca 2017 grał na zasadach wypożyczenia w Stumbras Kowno. 1 sierpnia 2018 przeszedł do serbskiego FK Zemun. 24 lutego 2019 został piłkarzem FK Kauno Žalgiris. 25 stycznia 2020 przeszedł do Olimpiku Donieck.

### Kariera reprezentacyjna
W 2013 zadebiutował w juniorskiej reprezentacji Litwy U-17. Potem występował w U-19. Od 2017 bronił barw młodzieżowej reprezentacji Litwy.
24 marca 2018 zadebiutował w narodowej kadrze w meczu towarzyskim z Gruzją.

## Sukcesy i odznaczenia

### Sukcesy klubowe
FK Žalgiris Wilno
- mistrz Litwy: 2014, 2015
- wicemistrz Litwy: 2017
- zdobywca Pucharu Litwy: 2015/16, 2014/15
- finalista Pucharu Litwy: 2017
- zdobywca Superpucharu Litwy: 2016